# 트로페 데 샹피옹 2020
트로페 데 샹피옹 2020(2020 Trophée des Champions)은 트로페 데 샹피옹의 25번째 대회로 2021년 1월 13일에 렌에 위치한 스타드 볼라르트 들렐리스에서 개최되었다. 리그 1 2019-20 시즌 우승 팀이자 쿠프 드 프랑스 2019-20 시즌 우승 팀인 파리 생제르맹과 2019-20 리그 1 준우승 팀인 올랭피크 드 마르세유가 맞붙었다.
트로페 데 샹피옹은 보통 리그 1 시즌 시작 직전인 7월 말이나 8월에 열리지만 프랑스에서 일어난 코로나19 범유행의 여파로 인하여 2021년 1월로 미뤄졌다. 2010년부터 리그 1 홍보를 위해 캐나다, 중국 등 해외 국가에서 치러졌으나 올해는 코로나19 유행의 영향으로 10년 만에 프랑스 중립 도시에서 개최되었다. 파리 생제르맹이 올랭피크 드 마르세유는 2–1로 누르고 우승을 차지했다.

## 대회 정보
이번 대회는 리그 1 2019-20 챔피언과 쿠프 드 프랑스 2019-20 우승팀인 파리 생제르맹과 리그 1 준우승팀인 마르세유가 경기를 치렀다.
이 경기는 파리 생제르맹과 마르세유간의 99번째 르 클라시크 경기로서 트로페 데 샹피옹에서는 지난 2010년 대회 이후로 2번째이며 10년 만에 만났다.
파리 생제르맹은 트로페 데 샹피옹에서 7년 연속 우승했으며 직전 대회 우승팀이다. 이번 대회에서 마르세유를 2–1로 누르고 우승하며 8연속 우승을 하였으며 10번째 우승을 차지하였다.

## 개최지 선정
2020년 2월에 LFP는 2020년 8월 1일에 열릴 예정이었던 트로페 데 샹피옹 2020의 개최를 앞두고 3곳의 후보지를 선정하였다.
이에 여름까지 미국의 미니애폴리스와 코트디부아르의 아비장, 프랑스의 보르도 중에서 개최지를 선정할 예정이었으나 코로나19의 유행으로 대회는 2021년 1월로 미뤄지면서 이 세 후보지는 모두 취소되었으며 이후에 프랑스 렌에서 치러지기로 결정했다.

## 경기 정보

### 상세 정보
| 파리 생제르맹                          | 2 – 1 | 마르세유     |
| -------------------------------------- | ----- | ------------ |
| - 이카르디 39′ - 네이마르 85′ (페널티) | 기록  | - 파예트 89′ |

| 파리 생제르맹 | 마르세유 |

| GK                  | 1  | 케일러 나바스       |       |     |
| RB                  | 24 | 알레산드로 플로렌치 |       |     |
| CB                  | 5  | 마르키뉴스 (주장)   |       |     |
| CB                  | 22 | 압두 디알로         |       |     |
| LB                  | 20 | 레뱅 퀴르자와       |       | 65′ |
| CM                  | 21 | 안데르 에레라       |       | 90′ |
| CM                  | 8  | 레안드로 파레데스   |       | 88′ |
| RW                  | 11 | 앙헬 디 마리아      |       | 65′ |
| AM                  | 6  | 마르코 베라티       |       |     |
| LW                  | 7  | 킬리안 음바페       | 90+4′ |     |
| CF                  | 9  | 마우로 이카르디     |       | 88′ |
| 교체:               |    |                     |       |     |
| GK                  | 16 | 세르히오 리코       |       |     |
| DF                  | 3  | 프레스넬 킴펨베     |       | 65′ |
| DF                  | 25 | 미첼 바커르         |       |     |
| DF                  | 32 | 티모시 펨벨레       |       |     |
| MF                  | 15 | 다닐루 페레이라     |       | 88′ |
| MF                  | 19 | 파블로 사라비아     |       | 90′ |
| MF                  | 23 | 율리안 드락슬러     |       |     |
| FW                  | 10 | 네이마르            |       | 65′ |
| FW                  | 18 | 모이스 켄           |       | 88′ |
| 감독:               |    |                     |       |     |
| 마우리시오 포체티노 |    |                     |       |     |

| GK                  | 30 | 스테브 망당다       |     | 46′ |     |
| RB                  | 2  | 사카이 히로키       |     |     |     |
| CB                  | 3  | 알바로              | 77′ |     |     |
| CB                  | 15 | 두예 찰레타차르     |     |     |     |
| LB                  | 25 | 나가토모 유토       | 26′ | 66′ |     |
| DM                  | 4  | 부바카르 카마라     |     |     |     |
| CM                  | 21 | 발랑탱 롱지에       |     | 80′ |     |
| CM                  | 22 | 파페 게예           |     | 56′ |     |
| RW                  | 26 | 플로리앙 토뱅       |     |     |     |
| CF                  | 10 | 디미트리 파예트     |     |     |     |
| LW                  | 7  | 네마냐 라도니치     | 17′ | 56′ |     |
| 교체:               |    |                     |     |     |     |
| GK                  | 16 | 요안 펠레           |     | 46′ |     |
| DF                  | 5  | 레오나르도 발레르디 |     |     |     |
| DF                  | 29 | 폴 리롤라           | 72′ | 66′ |     |
| MF                  | 8  | 모르강 상송         |     | 56′ |     |
| MF                  | 17 | 미카엘 퀴장스       |     |     |     |
| MF                  | 24 | 사이프에딘 카우이   |     |     |     |
| FW                  | 9  | 다리오 베네데토     |     |     | 56′ |
| FW                  | 23 | 마를리 아케         |     |     |     |
| FW                  | 28 | 발레르 제르맹       |     | 80′ |     |
| 감독:               |    |                     |     |     |     |
| 안드레 빌라스보아스 |    |                     |     |     |     |

- 최우수 선수: 마우로 이카르디 (파리 생제르맹)[1]

| 부심: 기욤 드바르 뱅자맹 파지 대기심: 미카엘 르사지 비디오 판독심: 윌리 들라조 보조 비디오 판독심: 알렉상드르 카스트로 | 경기 규칙 - 전•후반 90분동안 치러진다. - 전•후반 무승부일 경우 승부차기를 통해 우승팀을 가린다. - 9명의 교체 선수를 등록할 수 있으며 최대 5명까지 교체할 수 있다. |